# Борискино (Башкортостан)
Борискино (баш. Борискин) — деревня в Чишминском районе Республики Башкортостан Российской Федерации. Входит в состав Енгалышевского сельсовета.

## География

### Географическое положение
Расстояние до:
- районного центра (Чишмы): 41 км,
- центра сельсовета (Енгалышево): 4 км,
- ближайшей ж/д станции (Юматово): 18 км.

## Население
| 2002 | 2009 | 2010 |
| ---- | ---- | ---- |
| 114  | ↗120 | ↘101 |

Национальный состав
Согласно переписи 2002 года, преобладающая национальность — татары (89 %).

## Религия
В деревне есть мечеть «Нур».